# شپشک‌های آبله‌ای دروغین
شپشک‌های آبله‌ای دروغین (نام علمی: Lecanodiaspididae) نام یک تیره از بالاخانواده شپشک است.